# Cinci săptămâni în balon
Cinci săptămâni în balon (în franceză Cinq semaines en ballon) este un roman scris de Jules Verne în 1863. El a fost publicat în format in-18 pe 31 ianuarie 1863, iar ediție mare in-8 (octavo) a fost pusă în vânzare pe 5 decembrie 1865.
Acesta este unul dintre primele romane ale lui Jules Verne și conține germenii "ingredientelor" operei viitoare, amestecând cu îndemânare intriga fecundă cu aventurile, întorsăturile de situație și descrierile tehnice, geografice și istorice. Cartea oferă o prezentare bună a explorărilor continentului african, incomplet cunoscut de către europeni la acea dată, dar străbătut de exploratorii care voiau să îi descopere secretele.
Succesul cărții este rapid, aducându-i lui Jules Verne liniștea financiară și un contract cu editura lui Jules Hetzel, care avea să publice multe dintre operele sale în următorii ani.

## Intriga
Inventatorul Samuel Fergusson, însoțit de servitorul Joe și de prietenul său Dick Kennedy, traversează continentul african — pe vremea aceea explorat doar în parte — cu ajutorul unui balon umflat cu hidrogen. El a inventat un dispozitiv care, înlăturând necesitatea de a elibera gaz sau de a arunca lest pentru a regla altitudinea, permite călătorii îndelungate.
Călătoria face legătura între explorările întreprinse de Sir Richard Burton și John Hanning Speke în estul Africii cu cele ale lui Heinrich Barth din regiunile Sahara și Ciad. Călătoria începe pe coasta de est, în Zanzibar, traversând Lacul Victoria, Lacul Ciad, Agadez, Tombouctou, Jenné și Ségou, până pe coasta de vest, la St Louis din Senegalul zilelor noastre. Cartea descrie interiorul necunoscut al Africii până în apropierea actualei Republici Centrafricane ca pe un deșert, când acesta este, de fapt, o savană.

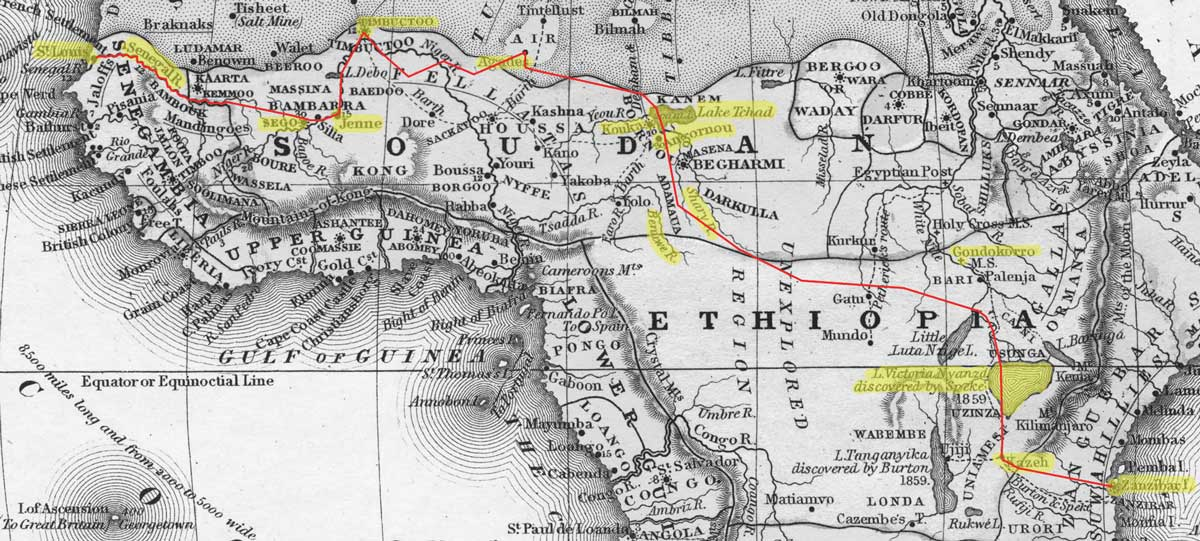
Harta călătoriei descrise în carte, de pe coasta de est a Africii până pe cea de vest.

O parte importantă a perioadei de început a explorării o constituie găsirea izvoarelor Nilului, eveniment care are loc în capitolul 18. Există numeroase episoade de aventuri, care cuprind un conflict cu un indigen sau cu mediul, printre care:
- Salvarea unui misionar din mâinile unui trib care se pregătea să îl sacrifice.
- Epuizarea rezervelor de apă în timpul călătoriei peste Sahara.
- Atacarea balonului de către condori, ceea ce duce la pierderea lui Joe.
- Salvarea ulterioară a lui Joe.
- Scăparea dificilă din mâinile rămășițelor unei armate.

Toate aceste aventuri sunt depășite de protagoniști în primul rând prin perseverență. Romanul e plin de sincronizări norocoase, în care pericolul este evitat deoarece vântul se întețește chiar la momentul oportun, sau personajele privesc exact în direcția potrivită.
Balonul eșuează înainte de final, dar ajunge suficient de departe pentru a aduce protagoniștii pe tărâmuri prietenoase, de unde se întorc în Anglia, încheindu-și cu succes explorarea. Povestea se încheie abrupt după terminarea călătoriei africane, prezentând doar un scurt rezumat a ceea ce a urmat acestui eveniment.

### Capitolele cărții
- Capitolul I Sfârșitul unui discurs foarte aplaudat. Prezentarea doctorului Samuel Fergusson. "Excelsior". Portretul doctorului în întregime. Cină la "Traveller's Club". Numeroase toasturi de circumstanță.
- Capitolul II Un articol din Daily Telegraph. Războiul ziarelor savante. M. Peterman îl susține pe prietenul său, doctorul Fergusson. Răspunsul savantului Koner. Parisul participă la evenimente. Diferite propuneri făcute doctorului.
- Capitolul III Prietenul doctorului. Începutul acestei prietenii. Dick Kennedy la Londra. O propunere neașteptată și neliniștitoare. Proverb puțin încurajator. Câteva cuvinte despre martirii din Africa. Avantajele unui aerostat. Taina doctorului Fergusson.
- Capitolul IV Explorări africane. Barth, Richardson, Overweg, Werne, Brun-Rollet, Peney, Andrea Debono, Miani, Guillaume Lejean, Bruce, Krapf și Rebmann, Maizan, Roscher, Burton și Speke
- Capitolul V Visurile lui Kennedy. Articole și pronume la plural. Insinuările lui Dick. Plimbare pe harta Africei. Ce găsești între două vârfuri de compas. Expediții actuale. Speke și Grant. Krapf, de Decken și de Heuglin.
- Capitolul VI Un servitor ciudat. El vede cu ochii liberi sateliții lui Jupiter. Dick se ia la harță cu Joe. Îndoială și credință. Cântăritul. Joe Wellington primește o jumătate de coroană.
- Capitolul VII Amănunte de geometrie. Calculul capacității balonului. Aerostatul dublu. Învelișul. Nacela. Aparatul misterios. Alimentele. Socoteala finală.
- Capitolul VIII Aerele lui Joe. Comandantul lui Resolute. Arsenalul lui Kennedy. Ultimele pregătiri. Masa de adio. Plecarea din 21 februarie. Ședințele științifice ale doctorului. Duveyrier, Livingstone. Amănuntele călătoriei aeriene. Kennedy redus la tăcere.
- Capitolul IX Ocolul Capului Bunei Speranțe. Puntea din față. Cursuri de cosmografie predate de profesorul Joe. Despre dirijarea baloanelor. Despre cercetarea curenților atmosferici. Evrica!
- Capitolul X Încercări anterioare. Cele cinci chesoane ale doctorului. Arzătorul cu hidrogen și oxigen. Caloriferul. Sistemul de manevrare. Succes sigur.
- Capitolul XI Sosirea la Zanzibar. Consulul englez. Locuitorii nu văd cu ochi buni călătoria cu aerostatul. Făcătorii de ploaie. Umflarea balonului. Plecarea din 18 aprilie. Ultimul adio. Victoria.
- Capitolul XII Traversarea strâmtorii. Mrima. Părerile lui Dick și propunerile lui Joe. Rețetă de cafea. Uzaramo. Nefericitul Maizan. Muntele Duthumi. Hărțile doctorului. O noapte pe un nopal.
- Capitolul XIII Schimbarea timpului. Frigurile lui Kennedy. Medicamentul doctorului. Călătoria pe jos. Bazinul Imengé. Muntele Rubeho. La șase mii de picioare înălțime. Popas de o zi.
- Capitolul XIV Pădurea de arbori care dau gumă. Antilopa albastră. Semnalul de adunare. Un asalt neașteptat. Kanyemé. O noapte sub cerul liber. Mabunguru. Jihue-la-Mkoa. Provizie de apă. Sosirea la Kazeh.
- Capitolul XV Kazeh. Târgul gălăgios. Apariția balonului Victoria. Wanganga. Fiii Lunei. Plimbarea doctorului. Populația. Tembé regal. Nevestele sultanului. O beție regală. Joc adorat. Cum se dansează în lună. Întoarcerea. Două luni pe firmament. Nestatornicia mărețiilor divine.
- Capitolul XVI Semne de furtună. Țara Lunei. Viitorul continentului african. Cele mai noi mașini. Priveliștea ținutului la apusul soarelui. Flora și fauna. Furtună. Zona de foc. Cerul înstelat.
- Capitolul XVII Munții Lunei. Un ocean de verdeață. Se aruncă ancora. Elefantul remorcher. Foc alimentat. Moartea pachidermului. Vatră de țară. Ospăț pe iarbă. O noapte pe pământ.
- Capitolul XVIII Karagua. Lacul Ukereué. O noapte pe o insulă. Ecuatorul. Traversarea lacului. Cascadele. Asectul ținutului. Izvoarele Nilului. Insula Benga. Semnătura lui Andrea Debono. Steagul cu stema Angliei.
- Capitolul XIX Nilul. Muntele tremurător. Amintiri din patrie. Povestirile arabilor. Nyam-Nyam-ii. Victoria fuge de salva de tunuri. Ascensiunile aerostatice. Doamna Blanchard.
- Capitolul XX Sticla cerească. Smochini-palmieri. "Mammouth trees". Arborele războiului. Echipajul înaripat. Luptele dintre două popolații. Masacrul. Intervenție divină.
- Capitolul XXI Zgomote ciudate. Un atac nocturn. Kennedy și Joe în pom. Două împușcături. Ajutor! Ajutor! Răspund în limba franceză. Dimineața. Misionarul. Planul de salvare.
- Capitolul XXII Mănunchiul de lumină. Misionarul. Răpirea la lumină artificială. Puțină speranță. Îngrijirile doctorului. Traversarea unui vulcan.
- Capitolul XXIII Mânia lui Joe. Moartea preotului. Priveghiul. Ariditate. Înmormântarea. Blocurile de cuarț. Halucinațiile lui Joe. Povara prețioasă. Trecerea peste munții auriferi. Începuturile disperării lui Joe.
- Capitolul XXIV Vântul încetează. Apropierea de deșert. Scăderea proviziei de apă. Nopțile la Ecuator. Îngrijorarea lui Samuel Fergusson. Situația așa cum este. Energicele răspunsuri ale lui Kennedy și ale lui Joe. Încă o noapte.
- Capitolul XXV Puțină filozofie. Un nor la orizont. În mijlocul ceții. Balonul neașteptat. Semnalele. O privire exactă asupra Victoriei. Palmieri. Urmele unei caravane. Un puț în mijlocul deșertului.
- Capitolul XXVI O sută treisprezece grade. Părerile doctorului. Cercetări disperate. Arzătorul se stinge. O sută douăzeci și două de grade. Contemplarea deșertului. O plimbare prin noapte. Singurătate. Nereușită. Proiectele lui Joe. Răgaz de o zi.
- Capitolul XXVII Călduri îngrozitoare. Halucinații. Ultimele picături de apă. Noaptea disperării. Încercare de sinucidere. Simunul. Oaza. Leul și leoaica.
- Capitolul XXVIII O seară minunată. Bucătăria lui Joe. Disertație asupra cărnii crude. Povestea lui James Bruce. Visurile lui Joe. Bivuac. Barometrul coboară. Barometrul urcă. Preparativele de plecare. Uraganul.
- Capitolul XXIX Semne de vegetație. Ideea fantezistă a unui autor francez. Țara minunată. Ținutul Adamova. Explorările lui Speke și Burton și legătura lor cu cele ale lui Barth. Munții Atlantica. Fluviul Benue. Orașul Yola. Masivul Bagelé. Muntele Mendif.
- Capitolul XXX Mosfeia. Șeicul. Denham, Clapperton, Udney, Vogel. Capitala ținutului Loggum. Toole. Liniște deasupra regiunii Kernak. Guvernatorul și curtea sa. Atacul. Porumbeii incendiatori.
- Capitolul XXXI Plecarea în noapte. Cei trei. Pasiunea lui Kennedy. Măsuri de prevedere. De-a lungul fluviului Shari. Lacul Ciad. Apa lacului. Hipopotamul. Un glonț pierdut.
- Capitolul XXXII Capitala regiunii Bornu. Insulele Biddiomah. Vulturii. Îngrijorările doctorului. Prevederile sale. Un atac în atmosferă. Învelișul balonului se rupe. Căderea. Devotamentul sublim. Coasta nordică a lacului.
- Capitolul XXXIII Presupuneri. Restabilirea echilibrului Victoriei. Noile calcule ale doctorului Fergusson. Vânătoarea lui Kennedy. Ecplorarea completă a Lacului Ciad. Tangalia. Întoarcerea. Lari.
- Capitolul XXXIV Uraganul. Plecarea forțată. Pierderea unei ancore. Gânduri triste. O hotărâre luată. Tromba. Caravana înghițită. Vânt potrivnic și prielnic. Întoarcerea spre sud. Kennedy la postul său.
- Capitolul XXXV Pățania lui Joe. Insula Biddiomah. Adorație. Insulele înghițite de ape. Malurile lacului. Arborele șerpilor. Călătorie pe jos. Suferințe. Țânțari și furnici. Foamea. Trecerea Victoriei. Dispariția Victoriei. Disperare. Mlaștina. Un ultim strigăt.
- Capitolul XXXVI Nori la orizont. O armată de arabi. Urmărirea. El este! Căderea de pe cal. Un glonț trimis de Kennedy. Manevră. Răpirea în zbor. Joe este salvat.
- Capitolul XXXVII Drumul spre este. Joe se trezește. Încăpățânarea lui. Sfârșitul pățaniei lui Joe. Tagelel. Îngrijorările lui Kennedy. Drumul spre nord. O noapte aproape de Aghadés.
- Capitolul XXXVIII Traversarea rapidă. Hotărâri prudente. Caravane. Aversă neîntreruptă. Gao. Nigerul. Golberry, Geoffroy, Gray. Mungo-Park. Laing. René Caillié, Clapperton. John și Richard Lander.
- Capitolul XXXIX Țara de la cotul Nigerului. Priveliștea fantastică a munților Hombori. Kabra. Tembuctu. Planul doctorului Barth. Decadență. Ce se va întâmpla.
- Capitolul XL Temerile doctorului Fergusson. Direcția permanentă spre sud. Norul de lăcuste. Jenné. Sego. Schimbarea vântului. Regretele lui Joe.
- Capitolul XLI Apropierea de Senegal. Victoria coboară din ce în ce. Se aruncă tot felul de lucruri. Preotul El-Hadji. Domnii Pascal, Vincent și Lambert. Un rival al lui Mahomed. Munți greu de trecut. Armele lui Kennedy. Manevra lui Joe. Popas deasupra unei păduri.
- Capitolul XLII Întoarcere de generozitate. Ultimul sacrificiu. Aparatul de dilatație. Îndemânarea lui Joe. Miezul nopții. Straja doctorului. Straja lui Kennedy; el adoarme. Incendiul. Urletele. În afară de pericol.
- Capitolul XLIII Talibașii. Urmărirea. Un ținut devastat. Vânt moderat. Victoria coboară. Ultimele provizii. Săriturile Victoriei. Apărarea cu focuri de armă. Vântul se răcorește. Fluviul Senegal. Cataractele Guina. Aer cald. Traversarea fluviului.
- Capitolul XLIV Concluzii. Proces-verbal. Așezările franceze. Postul Medina. Vaporul Basilic. Saint-Louis. Fregata engleză. Întoarcerea la Londra.[2]

## Știință și anticipație
Romanul constituie un pretext pentru expunerea cunoștințelor epocii în materie de: 
- aerostate, domeniu în care Jules Verne face o operă de anticipație
- geografia Africii.

## Teme abordate în cadrul romanului
- Explorarea teritoriilor necunoscute (în perioada redactării romanului)
- Studiu etnologic făcut de europeni asupra populațiilor africane
- Discurs despre rase și etnii
- Rolul important al evanghelizării
- Aerostatul și inventarea zborului prin aer (care anticipează periplul cosmic din De la Pământ la Lună)
- Grandioasele fenomene atmosferice
- Fobia verniană față de aur (vizibilă și în Vulcanul de aur)
- Critica sclavagismului

## Lista personajelor
- Sergentul Dufays
- Locotenentul Dufraisse
- Elspeth
- Doctorul Samuel Fergusson
- Flippeau
- Guillon
- Richard "Dick" Kennedy
- Lebel
- Lorois
- Sir Francis M...
- Maiorul
- Misionarul de la schitul Saint-Lazare
- Pélissier
- Capitanul Pennet
- Rascagnet
- Joseph Wilson, cunoscut și sub numele de Joe

## Adaptări

### Ecranizări
- 1961 - Flight of the Lost Balloon SUA, în regia lui Nathan Juran, cu Marshall Thompson. Din cauza presiunilor făcute de Irwin Allen și 20th Century Fox, toate referirile la Jules Verne au fost eliminate din film.[3]
- 1962 - Cinci săptămâni în balon'', SUA, în regia lui Irwin Allen, cu Red Buttons, Fabian, Barbara Eden, Sir Cedric Hardwicke, Peter Lorre, Richard Haydn și Barbara Luna (vezi Cinci săptămâni în balon la Internet Movie Database)
- 1975 - Viaje Fantástico en Globo, Mexic, în regia lui René Cardona Jr, cu Hugo Stiglitz (vezi Viaje Fantástico en Globo la Internet Movie Database)

### Benzi desenate
- 2005 - Cinci săptămâni în balon, Ed. Egmont Romania, ilustrații de Vali Ivan[4]

## Traduceri în limba română
- 1909 - Cinci săptămâni în balon, Ed. Leon Alcalay, traducere Constantin Pestreanu
- perioada interbelică - Cinci săptămâni în balon, Ed. Socec & Co., Colecția ”Biblioteca pentru toți”, nr. 494-498
- cca 1933 - Cinci săptămâni în balon, Ed. Cartea Românească S.A.R., traducere George B. Rareș, 368 pag.
- cca 1940 - Cinci săptămâni în balon, Ed. Cugetarea, traducere Ion Pas, 128 pag.
- 1951 - Cinci săptămîni în balon, Ed. Tineretului, 230 pag.
- 1955 - Cinci săptămîni în balon, Ed. Tineretului, 278 pag.
- 1958 - Cinci săptămîni în balon, Ed. Tineretului
- 1972 - Cinci săptămîni în balon, Ed. Ion Creangă, Colecția ”Jules Verne”, vol. 3, traducere Radu Tudoran, 288 pag.
- 1978 - Cinci săptămîni în balon, Ed. Ion Creangă, traducere Radu Tudoran
- 1995 - Cinci săptămâni în balon, Ed. Snagov, 214 pag.
- 2001 - Cinci săptămâni în balon, Ed. Corint, 226 pag., ISBN 973-9281-41-9
- 2004 - Cinci săptămâni în balon, Ed. Corint, traducere Manuela Coravu, 232 pag., ISBN 973-135-065-3
- 2004 - Cinci săptămâni în balon, Ed. Exigent, 142 pag., ISBN 973-8202-57-4
- 2004 - Cinci săptămâni în balon, Ed. Regis, 352 pag. ISBN 978-973-89698-7-4
- 2005 - Cinci săptămâni în balon, Ed. Corint Junior, seria ”Călătoriile extraordinare de Jules Verne”, traducere Manuela Coravu, 272 pag., ISBN 973-7789-28-8
- 2006 - Cinci săptămâni în balon, Ed. Prietenii Cărții, 214 pag.
- 2006 - Cinci săptămâni în balon, Ed. Cartex 2000, 144 pag., ISBN 978-973-104-014-5
- 2007 - Cinci săptămâni în balon, Ed. Paralela 45, 184 pag., ISBN 978-973-47-0069-1
- 2007 - Cinci săptămâni în balon, Ed. Tedit F.Z.H., Colecția ”Picolino”, traducere Dan Starcu, 254 pag., ISBN 973-8007-50-X
- 2008 - Cinci săptămâni în balon, Ed. Eduard, 288 pag., ISBN 978-973-88362-4-2
- 2008 - Cinci săptămâni în balon, Ed. Herra, 160 pag., ISBN 973-7923-54-5
- 2010 - Cinci săptămâni în balon, Ed. Adevărul, Colecția "Jules Verne", vol. 21, traducere Liliana Violeta Ștefan, 280 pag., ISBN 978-606-539-124-6